# It Takes a Thief. The Very Best of Thievery Corporation
It Takes a Thief. The Very Best of Thievery Corporation – album kompilacyjny Thievery Corporation, wydany w 2010 roku w Stanach Zjednoczonych przez Eighteenth Street Lounge Music.

## Historia albumu
Album It Takes a Thief. The Very Best of Thievery Corporation został wydany 21 września 2010 roku w Stanach Zjednoczonych przez Eighteenth Street Lounge Music jako pierwszy w historii album kompilacyjny zespołu.

## Charakterystyka muzyczna albumu
Po około 15 latach działalności i nagraniu pięciu albumów studyjnych Eric Hilton i Rob Garza wybrali osobiście 16 swoich ulubionych nagrań Thievery Corporation na pierwszą w jego historii kompilację. Trzy utwory pochodziły z The Mirror Conspiracy (2000), pięć – z The Richest Man in Babylon (2002), cztery – z The Cosmic Game (2005) i trzy – z Radio Retaliation (2008); zaskakujące było przy tym, iż pominęli przełomowy, debiutancki album, Sounds from the Thievery Hi-Fi. Na albumie znalazły się największe przeboje zespołu, w tym: „Lebanese Blonde”, „Vampires” i „Warning Shots”. Kompilację uzupełnił charytatywny singiel „The Passing Stars”, jedno z ostatnich nagrań Pam Bricker przed popełnieniem samobójstwa w 2005 roku. Chociaż w materialach promocyjnych znalazło się stwierdzenie, że utwór ten nigdy nie został wydany, był on w rzeczywistości dostępny do pobrania od listopada 2007 roku na stronie Amazon.com w formie digital download jako część benefitowego wydawnictwa CD zatytułowanego Causes 1.

## Lista utworów
Lista utworów na podstawie Discogs:
| 1.  | Amerimacka                 | 5:42    |
|     |                            |         |
| 2.  | Lebanese Blonde            | 4:50    |
|     |                            |         |
| 3.  | Facing East                | 3:44    |
|     |                            |         |
| 4.  | Holographic Universe       | 3:42    |
|     |                            |         |
| 5.  | Shadows Of Ourselves       | 3:40    |
|     |                            |         |
| 6.  | Sound The Alarm            | 3:41    |
|     |                            |         |
| 7.  | Until The Morning          | 3:57    |
|     |                            |         |
| 8.  | Sweet Tides                | 4:49    |
|     |                            |         |
| 9.  | Satyam Shivam Sundaram     | 3:59    |
|     |                            |         |
| 10. | All That We Perceive       | 3:46    |
|     |                            |         |
| 11. | Air Batucada               | 4:47    |
|     |                            |         |
| 12. | Exilio (Rewound)           | 5:44    |
|     |                            |         |
| 13. | Vampires                   | 4:57    |
|     |                            |         |
| 14. | Warning Shots              | 5:06    |
|     |                            |         |
| 15. | The Richest Man In Babylon | 3:50    |
|     |                            |         |
| 16. | The Passing Stars          | 2:54    |
|     |                            |         |
|     |                            | 1:09:08 |
|     |                            |         |
utwory wybrali – Eric Hilton, Rob Garza

## Odbiór

### Opinie krytyków
| Oceny łączne      | Oceny łączne |
| Publikacja        | Ocena        |
| ----------------- | ------------ |
| Album of the Year | 80/100       |
| Recenzje          |              |
| Publikacja        | Ocena        |
| AllMusic          | [ 5 ]        |
| laut.de           | [ 8 ]        |
| PopMatters        | 3/10         |
| RYM               | 3.64/5       |
| Record Collector  | ★★★★         |
| Sputnikmusic      | 5/5          |

Zdaniem Johna Busha z magazynu AllMusic „każdy, kto dopiero poznaje fenomen Thievery, znajdzie [na albumie] akceptowalną próbkę fuzji trip-hopu grupy ze ścieżkami dźwiękowymi z lat 70., muzyką lounge i okazjonalnymi ozdobnikami muzyki światowej. Nawet ci, którzy mają wszystkie albumy, mogą zostać zwabieni obecnością niealbumowego, charytatywnego singla The Passing Stars”.
Według Eberharda Doblera z laut.de wspomnieniowy album It Takes A Thief pokazuje, że Thievery Corporation „zawsze trafiają we właściwy ton pomiędzy naturalnym klimatem a nowoczesną produkcją”. Po 15 latach działalności zespół świętuje „swoją karierę, prezentując własne ulubione utwory”. Dla melomanów jest to „okazja do nadrobienia zaległości i wyrzucenia do kosza tego czy innego przypadkowego chilloutowego samplera.” Spośród utworów albumu recenzent zwraca uwagę zwłaszcza na przebój „Lebanese Blonde” z „seksownym, miękkim kobiecym wokalem Pam Bricker”.
Daryl Easlea z Record Collector dał kompilacji 4 gwiazdki zastanawiając się jedynie, dlaczego zabrakło na niej utworów z debiutanckiego albumu („A Spliff Odyssey”, „Coming From The Top” czy „38:45”).
Zdaniem redakcji magazynu Resident Advisor Garza i Hiltonn wybrali 16 utworów na kompilację tak, „aby spodobały się zarówno długoletnim fanom, jak i nowym słuchaczom”. Redakcja zwraca uwagę na takie utwory jak: „Vampires”, „Warning Shots” oraz oba hity Pam Bricker: „Lebanese Blonde” i „The Passing Stars”.
Dylan Nelson z magazynu PopMatters nie jest przekonany czy kompilację Thievery Corporation można określić mianem 'best of'. Choć zdaniem autora „nie ma wątpliwości, że lista utworów jest starannie skonstruowana” to zarazem „niewiele jest tu tej różnorodności, która sprawia, że retrospektywy innych grup są czasami fascynujące lub przynajmniej nowatorskie”. Jako powód podaje fakt, iż formuła stylistyczna zespołu nie zmieniła się zbytnio od czasu ich przełomowego albumu The Mirror Conspiracy z 2000 roku. „Wygląda na to, że Thievery Corporation mają przed sobą jeszcze kilka albumów, zanim będą mogli wydać kolekcję 'best of' godną tej nazwy” – podsumowuje swoją ocenę autor dając wydawnictwu tylko 3 punkty (z 10).

### Listy tygodniowe
9 października 2010 roku album doszedł do 10. miejsca na liście Dance/Electronic Albums tygodnika Billboard.